# واردامن، میسیسیپی
واردامن (به انگلیسی: Vardaman) شهرکی در ایالت میسیسیپی کشور ایالات متحده آمریکا است که جمعیت آن در سرشماری سال ۲۰۱۰ میلادی، ۱٬۳۱۶
نفر بوده‌است.